# Different for Girls
Different for Girls (No todas las chicas son iguales en algunos países de habla hispana), es una película británica-francesa, filmada en 1997 y estrenada en 1998. Fue dirigida por Richard Spence y estelarizada por Steven Mackintosh y Rupert Graves. 

## Argumento
Paul Prentice (Rupert Graves) y K-Foyle (Steven Mackintosh) eran amigos cercanos durante sus días en la escuela secundaria. Paul solía defender a K-Foyle de los violentos ataques de sus compañeros, quienes lo ridiculizaban por ser "afeminado".
Algunos años más tarde, ambos se reencuentran literalmente por accidente, cuando Paul, en la motocicleta que conduce como mensajero, se estrella con el taxi en el que viaja K-Foyle (que se ha sometido a una cirugía de reasignación de sexo y se ahora se llama Kim). Paul se sorprende inicialmente al descubre que K-Foyle se ha convertido en Kim, pero la invita a salir para volver a conocerse.
Su primera cita sale mal y Kim asume que es porque Paul está nervioso por ser visto en público con ella. Paul arrepentido, le lleva flores a su lugar de trabajo (como escritora de versos para una empresa de tarjetas de felicitación ) y vuelven a salir. Esta cita funciona mejor y terminan en casa de Paul escuchando música.
Los dos continúan pasando tiempo juntos, y Paul le enseña a Kim cómo conducir una motocicleta. Su próxima cita para cenar en casa de Kim es desastrosa. Paul, luchando por comprender los problemas de las personas transgénero, bebe demasiado y sufre una erección cuando Kim le habla sobre los cambios que sufre su cuerpo con la terapia hormonal. Esto le casusa angustia y termina en la calle afuera del apartamento de Kim mostrando su pene a los vecinos. La policía llega y lo arresta por conducta indecente. Kim intenta detener a uno de los oficiales y él la arresta por obstrucción a la ley. En la camioneta de la policía, uno de los oficiales hace comentarios groseros sobre Kim y trata de meter su mano debajo de su falda. Paul interviene y es golpeado por el oficial.
En la estación de policía, Paul es acusado de agredir al oficial. Kim, su único testigo, está aterrorizada de tener problemas y la policía la intimida para que guarde silencio. Ella huye a la casa de su hermana Jean (Saskia Reeves) y su esposo Neil (Neil Dudgeon). Kim se niega a asistir a las audiencias como testigo de Paul, a pesar de que este la busca constantemente para pedirle su apoyo. Por su parte, Paul termina su relación con su novia Alison (Charlotte Coleman), quien sospecha que Paul le esconde algo luego de su ausencia la noche en que él y Kim se enfrentaron con la policía.
En el juicio de Paul por los cargos de agresión, Kim finalmente puede reunir valor y testificar a su favor. Paul solo recibe una multa simbólica. Un reportero del juzgado intenta comprar la historia de Kim y Paul, pero ambos se niegan. Regresan a la casa de Kim, donde Paul está sorprendido y encantado de descubrir que él y Kim son compatibles tanto sexual como emocionalmente. Ambos finalmente tienen relaciones sexuales.
Paul, desesperado por conseguir dinero para recuperar su motocicleta de trabajo, vende su historia y la de Kim a un tabloide londinense. Con la historia salpicada por todos los periódicos, Kim cree que la despedirán de la compañía de tarjetas de felicitación. En cambio Pamela (Miriam Margolyes), su jefa, le revela que la necesita más que nunca en la compañía.
Kim y Paul comienzan a vivir juntos y se revela que fue idea de Kim que Paul vendiera la historia a los diarios.

## Reparto
- Steven Mackintosh - Kim
- Rupert Graves - Paul
- Saskia Reeves- Jean
- Miriam Margolyes - Pamela
- Charlotte Coleman - Alison
- Neil Dudgeon - Neil Payne

## Comentarios
Comedia seria encantadora y poco convencional sobre la relación entre un macho y un transexual. Encabezada por el británico Rupert Graves, la comedia poco convencional se refiere a la evolución de la amistad y el amor eventual entre un hombre revoltoso y un transexual tranquilo e inseguro. La película fue galardonada con el Gran premio de las Américas en el Festival Internacional de Cine de Montreal.